# Saint-Maurice-de-Rémens
Saint-Maurice-de-Rémens és un municipi francès situat al departament de l'Ain i a la regió d'Alvèrnia-Roine-Alps. L'any 2007 tenia 670 habitants.

## Demografia

### Població
El 2007 la població de fet de Saint-Maurice-de-Rémens era de 670 persones. Hi havia 254 famílies de les quals 55 eren unipersonals (38 homes vivint sols i 17 dones vivint soles), 72 parelles sense fills, 102 parelles amb fills i 25 famílies monoparentals amb fills.
La població ha evolucionat segons el següent gràfic:
Habitants censats

### Habitatges
El 2007 hi havia 324 habitatges, 259 eren l'habitatge principal de la família, 34 eren segones residències i 31 estaven desocupats. 322 eren cases i 1 era un apartament. Dels 259 habitatges principals, 206 estaven ocupats pels seus propietaris, 50 estaven llogats i ocupats pels llogaters i 3 estaven cedits a títol gratuït; 11 tenien dues cambres, 35 en tenien tres, 92 en tenien quatre i 121 en tenien cinc o més. 228 habitatges disposaven pel capbaix d'una plaça de pàrquing. A 105 habitatges hi havia un automòbil i a 133 n'hi havia dos o més.

### Piràmide de població
La piràmide de població per edats i sexe el 2009 era:
| Homes | Edats   | Dones |
| ----- | ------- | ----- |
| 0     | 95 o +  | 0     |
| 4     | 90 a 94 | 0     |
| 0     | 85 a 89 | 4     |
| 4     | 80 a 84 | 20    |
| 12    | 75 a 79 | 8     |
| 4     | 70 a 74 | 8     |
| 16    | 65 a 69 | 8     |
| 12    | 60 a 64 | 8     |
| 32    | 55 a 59 | 16    |
| 20    | 50 a 54 | 28    |
| 40    | 45 a 49 | 28    |
| 24    | 40 a 44 | 20    |
| 16    | 35 a 39 | 32    |
| 4     | 30 a 34 | 12    |
| 12    | 25 a 29 | 16    |
| 12    | 20 a 24 | 8     |
| 24    | 15 a 19 | 36    |
| 48    | 10 a 14 | 20    |
| 28    | 5 a 9   | 8     |
| 16    | 0 a 4   | 4     |

## Economia
El 2007 la població en edat de treballar era de 443 persones, 314 eren actives i 129 eren inactives. De les 314 persones actives 291 estaven ocupades (160 homes i 131 dones) i 23 estaven aturades (7 homes i 16 dones). De les 129 persones inactives 41 estaven jubilades, 49 estaven estudiant i 39 estaven classificades com a «altres inactius».

### Ingressos
El 2009 a Saint-Maurice-de-Rémens hi havia 265 unitats fiscals que integraven 730 persones, la mediana anual d'ingressos fiscals per persona era de 18.700 €.

### Activitats econòmiques
Dels 11 establiments que hi havia el 2007, 2 eren d'empreses de construcció, 1 d'una empresa de comerç i reparació d'automòbils, 2 d'empreses de transport, 2 d'empreses d'hostatgeria i restauració, 1 d'una empresa d'informació i comunicació, 1 d'una empresa financera, 1 d'una empresa immobiliària i 1 d'una empresa classificada com a «altres activitats de serveis».
Dels 6 establiments de servei als particulars que hi havia el 2009, 1 era una oficina de correu, 1 paleta, 1 electricista, 1 perruqueria i 2 restaurants.
L'any 2000 a Saint-Maurice-de-Rémens hi havia 15 explotacions agrícoles que ocupaven un total de 763 hectàrees.

## Equipaments sanitaris i escolars
El 2009 hi havia una escola elemental.

## Poblacions més properes
El següent diagrama mostra les poblacions més properes.